# Shark Attack 2
Série
Shark Attack
(1999) Shark Attack 3: Megalodon
(2002)
Pour plus de détails, voir Fiche technique et Distribution.
Shark Attack 2 : Le Carnage (Shark Attack 2) est un film américain réalisé par David Worth, sorti en 2000. 
Il s'agit du deuxième film de la saga Shark Attack.

## Synopsis
Samantha (Nikita Ager) et Amy sont deux sœurs plongeuses confirmées. Un jour, au large du Cap, un grand requin blanc attaque les deux sœurs. Ne voyant pas arriver le requin, Amy se fait dévorer par le requin sous les yeux impuissants de sa sœur. Samantha tente de la sauver en arrachant un œil au requin mais ce dernier blessé, tue quand même Amy et s'en va. Pour Samantha, ce requin est devenu son plus grand ennemi et elle décide donc de se venger. Lorsqu'elle apprend qu'un aquarium a réussi à l'attraper, c'est la course contre-la-montre pour elle, avant que d'autres personnes ne se fassent dévorer.

## Fiche technique
- Titre: Shark Attack 2 : Le Carnage
- Titre original : Shark Attack 2
- Réalisateur : David Worth
- Photographie : Yossi Wein
- Montage : Irit Raz
- Production : Marlow De Mardt, Danny Lerner, Brigid Olen et David Varod
- Langue : anglais
- avis du public : interdit aux moins 12 ans

## Distribution
- Thorsten Kaye : Nick Harris
- Nikita Ager : Samantha Peterson
- Danny Keogh : Michael Francisco
- Warrick Grier : Morton
- Morne Visser : Mark Miller
- Daniel Alexander : Roy Bishop
- Sean Higgs : T.J.

## SagaShark Attack
| Année | Titre                     | Réalisateur(s)  |
| ----- | ------------------------- | --------------- |
| 1999  | Shark Attack              | Bob Misiorowski |
| 2000  | Shark Attack 2            | David Worth     |
| 2002  | Shark Attack 3: Megalodon | David Worth     |
| 2003  | Shark Zone                | Danny Lerner    |